# コマルカ・ダ・テーラ・デ・トリーベス
コマルカ・ダ・テーラ・デ・トリーベス（Comarca da Terra de Trives）はガリシア州オウレンセ県のコマルカで、同県の北部に位置する。
チャンドレーシャ・デ・ケイシャ、マンサネーダ、ア・ポブラ・デ・トリーベス、サン・ショアン・デ・リオの4自治体によって構成される。
隣接するコマルカは、北がコマルカ・デ・キローガ（ルーゴ県）、東がコマルカ・デ・バルデオーラス、南がコマルカ・デ・ビアナとコマルカ・デ・ベリン、西がコマルカ・ダ・テーラ・デ・カルデーラスとなっている。
面積は431.7km²で、2010年の人口は4,878人（2007年：5,218人）。コマルカの中心地区は自治体ア・ポブラ・デ・トリーベスのア・ポブラ・デ・トリーベス教区のア・ポブラ・デ・トリーベス地区。カスティーリャ語表記はComarca de Tierra de Trives。

## 地理
| コマルカ・ダ・テーラ・デ・トリーベスの構成自治体（2010年） |            |             |                    |
| 自治体                                                     | 人口（人） | 面積（km²） | 人口密度（人/km²） |
| チャンドレーシャ・デ・ケイシャ                             | 639        | 171.8       | 3.7                |
| マンサネーダ                                               | 994        | 114.6       | 8.7                |
| ア・ポブラ・デ・トリーベス                                 | 2,511      | 84.2        | 29.8               |
| サン・ショアン・デ・リオ                                   | 734        | 61.1        | 12.0               |
| 計                                                         | 4,878      | 431.7       | 11.3               |
| 出典: INE（スペイン国立統計局）、IGE（ガリシア統計局）     |            |             |                    |